# 留級
留級（留班、蹲班、重讀，粵語俗稱冧班）指再讀上個學年的年級（不一定留在與上個學年同一間教室），因為這個學年太多學科不及格或曠課太多次。大部份國家也有留級制度，但有些國家禁止留級或強烈地不鼓勵學生留級。在中國大陸，必須申請了之後才可以留級。在美國及加拿大，除了學前班之外，在所有學歷階段也有留級制度，如果考試全科不及格，下個學年就必須留級。
在允許留級的國家，留級最常出現在小學的一與二年級。
大部份國家也是不允許學生留級在同一個年級太多次。有些國家規定智能障礙學生的家長必須要求了校長才可以留級。在同年級中實際年齡較小的兒童其留級的比例會是一般兒童的四倍。

## 避免留級
針對功課不及格的學生，留級以外的另一個主要作法是自動升級，就是全班學生不論其表現如何都升級。其理論是對學生而言，可以待在同年齡的同儕團體中非常重要。在一些利用教育分流（依學業能力來區分學生）的國家中，有時比較接受自動升級的作法。太多學科不及格的學生也可以避免留級，可以密集的加強措施，例如補習。

## 台灣
國中國小如果學期成績不及格四領域以上，必須留級。

## 中國大陆
在中國大陸，只有初三至高三的學生可以自願留級，但是必須申請並經過學校及當地教育主管部門批准。

## 香港
在香港，教育局規定每名小學生只可以在整個小學教育過程中留一次級，而且並不可在小六留級。每所小學的留級生限額為該校學生人數3%，而每所中學的留級生限額則為該校學生人數5%。每間中小學校有不同的留級制度，學生是否需要留級由各學校決定。有些學校規定，如果學生考試不及格就可能要留級；又有些學校有留級人數限制，只有考試最後幾名的學生才需要留級；相反的有些學校完全不會要求學生留級。

## 澳門
在澳門，根據第28/2020號行政法規《本地學制正規教育學生評核制度》第十一條（留級）規定，所有澳門學校從2021/2022學年起，不得要求小一至小四年級學生留級，小五至小六年級的整體留級率不得超過4%，初中教育階段的整體留級率不得超過8%，但學校有權根據《本地學制正規教育學生評核制度》第十二條（特殊情況的留級）按以下情況向教育及青年發展局申請安排學生留級：
- 家長與學校均認同安排學生留級符合其學習發展；
- 學生的出席率未達校本學生評核規章的規定。

至於高中階段，學生是否需要留級由各學校決定。

## 新加坡
如果學生考試全科不及格，下個學年就必須留級。

## 馬來西亞

### 初中
如果期末考分数低於50/60分，就會被留級。

## 越南
如果學生考試全科不及格，下個學年就必須留級。

## 日本
高中以下義務教育不會留級，高中以後因學校而異。

## 美國
在1960年至1990年，美國的小學不可以留級，即使學生做錯太多功課、考試不及格，下個學年也不可以留級，因為全班學生的年齡必須一樣。由於有很多不及格的小學生照樣升級，他們成績太多不及格，所以在1999年，美國聯邦教育部宣布在全國範圍內，加了留級制度，採用分級測試來檢查學生的學業水準，如果考試不及格，下個學年就必須留級。

## 加拿大

### 魁北克省
除了學前班之外，在每個學歷階段，就是小學、中學、職業預科、普通教育與職業教育學院、大學也有留級制度。每個學歷階段也有離校的年齡限制，只有計9月30號的足歲，但普通教育與職業教育學院與大學沒有離校的年齡限制。在學前班的幼稚園2，超了齡（9月30號滿6歲）的學年可以破例留級。在小學，如果學生做錯了太多功課、考試不及格，曠課太多次，或者經常讀半日，下個學年就必須留級，如果在超了齡（9月30號滿13歲）的學年之前在6年級畢不到業，教育部的人就可以破例超齡學生重讀小六，如果學生在超齡之前留級超過1個學年，而且沒有唸過6年級，教育部的人就不可以破例超齡學生唸到畢業為止。在中等學校，如果學生做錯了太多功課、考試不及格，曠課太多次，或者經常讀半日，下個學年就必須留級，如果留級太多次，超了齡的學年還沒有畢業就唯有在一間成人學校裏面繼續唸中學唸到畢業為止。在職業預科，如果學生走漏了太多實習、全個學年都搭學校巴士去上學，或者操行太差，下個學年就留級，但即使學生完全沒有走漏過實習、一個人去上學、一個人去實習、又操行好好，下個學年也可以自願留級，在超了齡（9月30號夠21歲）的學年，教育部的人就可以破例超齡學生重修職業預科3，如果學生留級超過4個學年，超了齡（9月30號夠21歲）的學年，教育部的人就不可以破例他們修到畢業為止。在普通教育與職業教育學院,如果曠課太多次就必須留級。